# Ранко Трифунович
Ранко Д. Трифунович (на сръбски: Ранко Д. Трифуновић или Ranko D. Trifunović) е сръбски политик и чиновник, бан на Вардарска бановина (1935 - 1936), проводник на сръбските асимилационни политики във Вардарска Македония в междувоенния период.

## Биография
Роден е в 1878 година в Шабац, Княжество Сърбия. Завършва гимназия в Белград, след което – Юридическия факултет на Белградския университет в 1902 година. Веднага след завършването си постъпва на чиновническа служба.
По време на Балканската война в 1912 година, седмица след Кумановската битка, е назначен за окръжен управител на новосфрмирания Кумановски окръг - първия в завладяната от Сърбия Македония. По-късно Трифунович е окръжен управител в Скопие, Щип и Битоля.
В 1919 година подава оставка като окръжен началник и влиза в политиката като член на Радикалната партия. В хомогенния радикален кабинет в 1920 година става заместник-министър на вътрешните работи. Избран е за депутат от листата на Охридския окръг. В 1926 година става член на Главния комитет на Народната радикална партия. При правителството на Пашич - Прибичевич е държавен подсекретар в Министерството на вътрешните работи. В 1927 година при правителството на Веле Вукичевич е пенсиониран като държавен подсекретар.
С указ на Кралското наместничество от 13 септември 1935 година, Трифунович е назначен за бан на Вардарска бановина. Остава на поста до февруари 1936 година, когато подава оставка. Продължава да се занимава с политика, като е част от групата на Аце Станоевич. На изборите от 11 декември 1938 година се кандидатира за депутат от Охридски и Стружки срез в листите на доктор Владко Мачек.
Умира в Белград на 24 февруари 1939 година и е погребан в Новото гробище.